# Pakraški sandžak
Pakraški sandžak (hrvaško Pakrački sandžak) ali Čazmanski sandžak ali Cerniški sandžak je bil eden od sandžakov v  Otomanskem cesarstvu, katerega glavno mesto je bilo najprej Čazma, nato Pakrac in zadnja leta Cernik v Otomanski Slavoniji. Ustanovljen je bil po otomanski zasedbi Slavonije sredi 16. stoletja. 

## Zgodovina
Otomani ali Turki so Pakrac osvojili in zasedli leta 1543. Območje ni blo takoj organizirano kot samostojen sandžak. Do leta 1544 je najprej pripadalo Kobaškemu kadiluku, ki je spadal pod Bosanski sandžak. V letu 1544 so Turki ustanovili kadiluk v Veliki, h kateremu je bilo priključen novoosvojen teritorij. Kadiluk v Pakracu je bil ustanovljen šele v drugi polovici 16. stoletja.
Pakraški sandžak je bil ustanovljen leta 1552 ali 1557. Prvo glavno mesto je bila Čazma. Leta 1559 je bila Čazma porušena in sedež sandžaka je bil premeščen v Pakrac. Najzgodnejši dokument, v katerem se omenja ta sandžak kot Pakraški sandžak, izvira iz leta 1565.:195 Prvi sandžakbej tega sandžaka je bil Ferhad-beg Desisalić-Vuković iz Hercegovine.  Pakraški sandžak je najprej spadal pod Rumelijski pašaluk in od leta 1580 pod Bosanski pašaluk. Na začetku je njegova zahodna meja tekla po reki Česma. Leta 1591 pa se je meja premaknila bolj na vzhod in tam stabilizirala. Ob hrvaški in slavonski meji so Turki naselili številne krščanske Vlahe, ki so bili preseljeni iz Turških (Srbskih) teritorijev, da bi živeli med njihovimi mejnimi garnizoni Zaradi pomembnega števila Vlahov, so bili deli Pakraškega sandžaka in Požeškega sandžaka imenovani kot Mala Vlaška (angleško Little Wallachia). Turki so sredi 16. stoletja naselili Pakrac in njegovo okolico z Vlahi iz Bosne, ko so tam živeli v glavnem Hrvati in Bosanski muslimani. Številni muslimanski naseljenci so bili etnični Turki, vendar so bili tudi islamizirani južni Slovani in Albanci.
Po dokumentu iz druge polovice 16. stoletja je bilo v tem 13 nahij. V Pakraškem sandžaku je bilo v drugi polovici 16. stoletja 15 defter-jev. V defterju iz leta 1563 je omenjeno, da je bil kapitan regije okoli reke Save Husein, sin Malkoč-bega. Leta 1586 so vojaške enote pod poveljstvom Ali-bega, sandžakbeja Pakraškega sandžaka in brata Gazi Ferhad-paša Sokolovića. doživele poraz blizu Ivanić Grada. Leta 1593 so turški vojaški odredi iz Pakraškega sandžaka pod vodstvom sandžakbeja Džafer-bega sodelovali v Bitki pri Sisku. Glavno mesto Pakraškega sandžaka je bilo leta 1601 preneseno v Cernik. Pakraški sandžak je obstajal do njegovega zavzetja od Avstrije leta 1691 (nominalno do 1699). Končno avstrijsko zavzetje je bilo pravno dokončano z Karlovškim mirom in obstoj sandžaka je prenehal leta 1699.